# Церковь Рождества Христова (Илкодино)
Церковь Рождества Христова — православный храм Шатурского благочиния Московской епархии. Расположен в урочище Илкодино Шатурского района Московской области.

## История
До 1843 года деревни, составлявшие впоследствии Илкодинский приход, были приписаны к церкви села Николы-Пустого поля.
В 1841 году при содействии помещика Александра Константиновича Поливанова началось строительство каменной церкви. Полностью строительство окончилось в 1851 году.
В храме было три придела: главный в честь Рождества Христова (освящён в 1851 году), в честь иконы Знамения Пресвятые Богородицы (освящён в 1844 году) и святого Николая Чудотворца (освящён в 1846 году).
Приход состоял из села Илкодино и деревень Мишунино, Селищи, Передел.
В 1938 году храм закрыли.